# Volksrepubliek Charkov

Vlag van de Volksrepubliek Charkov

De volksrepubliek Charkov (Russisch: Харьковская наро́дная респу́блика, Charkovskaja naródnaja respoeblika) was een zelfverklaarde republiek die op 7 april 2014 werd uitgeroepen door demonstranten die het RSA-gebouw bezetten van de oblast Charkov.
Deze republiek wordt beschouwd als een mislukt voorstel om zich af te scheiden van Oekraïne omdat de eenheden van de strijdkrachten van Oekraïne op dezelfde dag van de onafhankelijkheid het gebouw heroverden en daarmee een einde maakten aan de bezetting die de demonstranten over het gebouw hebben gehad.

## Gelijkaardige uitroepingen in Oekraïne
De volksrepubliek Odessa werd op 16 april 2014 door een internetgroep uitgeroepen, maar lokale Antimaidan-demonstranten zeiden dat zij een dergelijke verklaring niet hadden afgelegd. Anders dan in Charkov, Donetsk en Loehansk zeiden pro-Russische demonstranten in Odessa dat zij wilden dat Odessa een autonome regio binnen Oekraïne zou worden, in plaats van zich bij Rusland aan te sluiten. De zogenaamde volksrepubliek was nooit de-facto onafhankelijk geweest
De volksrepubliek Donetsk en de volksrepubliek Loegansk werden op 12 mei 2014 uitgeroepen als twee de-facto niet erkende staten in Oekraïne die nog steeds functioneren als zelfverklaarde landen met een enkel door Rusland erkende regering van pro-Russische separatisten